# Osoje (Novi Pazar)
Pour les articles homonymes, voir Osoje.
Osoje (en serbe cyrillique : Осоје) est une localité de Serbie située sur le territoire de la Ville de Novi Pazar, district de Raška. Au recensement de 2011, elle comptait 1 367 habitants.

## Démographie

### Évolution historique de la population
| 1948 | 1953 | 1961 | 1971 | 1981 | 1991 | 2002 | 2011  |
| ---- | ---- | ---- | ---- | ---- | ---- | ---- | ----- |
| 118  | 128  | 210  | 176  | 211  | 795  | 966  | 1 367 |

|  |